# Балагула Світлана Захарівна

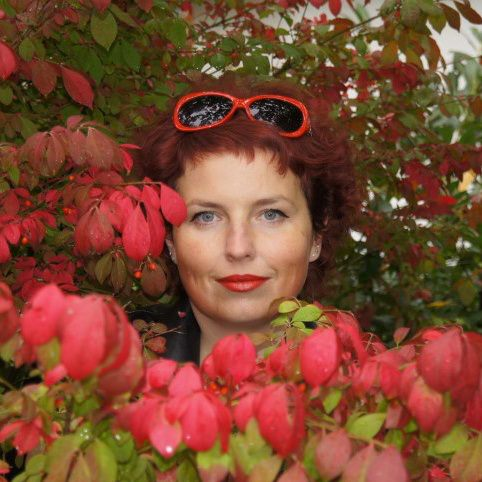
Балагула Світлана Захарівна

Балагула Світлана Захарівна (нар. 30 вересня 1974 року в м. Київ) — українська сучасна поетеса та письменниця. 
Член Всеукраїнської творчої спілки «Конгрес літераторів України», 
лауреатка літературної премії імені Юрія Каплана, 
володарка дипломів міжнародних літературних фестивалів.

## Життєпис
Народилася 30 вересня 1974 року у Києві.   
З раннього дитинства наслідувала батька, який на всі свята друзям та рідним писав вірші.   
Наприкінці 2004-го зі всією родиною виїхала на постійне місце проживання до Німеччини.   
Пише вірші з шести років. Активно взялася за творчість у 2007 році, після смерті батька.   
Працювала також і в журналістиці (2010-2012 роки); дописує в українсько-німецький журнал.  
Захоплюється фотографією, малює.   
В Україні видано вісім збірок поезії та прози українською і російською мовами.   
Зараз готується до друку нова книга, яка вийде у вересні 2020 року.   
Також у Києві та Франкфурті готується виставка картин Світлани з благодійним аукціоном.   
Живе в німецькому місті Франкфурт-на-Майні, де планує відкрити галерею сучасного українського мистецтва.   
Заміжня. Має дві доньки.  

## Творчість
У 2009 році київське видавництво «Факт» випускає першу збірку віршів і прози Світлани Балагули – «Оголена душа». Презентація збірки була проведена 7 листопада 2010 на книжковій виставці «Медвін», на стенді молодіжного журналу «Стіна». Раніше, 6 листопада, «Книжковий Дивосвіт України» нагородив Світлану за збірку «Оголена душа» дипломом в номінації «Дебют молодого автора», що став для неї путівкою в нове життя.  
З усіх дипломів і грамот, отриманих нею, вона виділяє «Подяку Балагулі Світлані за підтримку VIII МІЖНАРОДНОГО фестивалю-конкурсу дитячо-юнацької журналістики «Прес-весна на Дніпрових Схилах». Адже саме в дітях поетеса бачить світле майбутнє України. 
У 2011 році у видавництві «Спадщина-Інтеграл» виходить збірка поезії «Шизофренія», яку теж нагороджено дипломами міжнародної книжкової виставки Медвін (за видання книги і за ілюстрації, зроблені одинадцятирічною дочкою Світлани Балагули, Катериною Гомон). 
Також у 2011-му Світлана Балагула з товаришем створили фанк-рок групу «Tarsius». Після запису п'ятої пісні гурт розпався. 
У збірці «Сповідь» (Видавничий Дім «Стилос», Київ, 2016) зібрано творчість Світлани Балагули за період 2011-2016 рр. російською та українською мовами. 
На багато віршів різними виконавцями записані пісні. А український гімн визвольної війни «Сильні духом» (музика і виконання – Марія Петровська) вийшов в суперфінал конкурсу «Пісня року на радіо Промінь».  
У 2017 році студійно записані з Марією Петровської пісні «Героям слава» і «Молитва за Україну». Сергій Якименко на пісню «Молитва за Україну» створив відео.  
У серпні 2017 року «Друкарський двір Олега Федорова» видає збірку кращих і нових віршів Світлани Балагули «Помаранчевий ЛюБлюз». 
У 2018 році видавництво «Друкарський двір Олега Федорова» відкрило нову книжкову серію «SLOVO». 
Олексій Костромін, Світлана Балагула, Жанна Новицька, Олена Пархомчук і Анна Вязьмітінова – сучасні українські поети. У кожного своя мета в житті, професія і життєвий досвід, але їх об'єднує любов до Слова. Разом вони склали свій творчий п'ятикутник – «Пента-гонг».  
Також у 2018 році видавництво «Фоліо» презентувало на форумі видавців у Львові та українському стенді на міжнародному книжковому ярмарку у Франкфурті книгу Світлани Балагули «Я - УКРАЇНКА». До книги увійшли вірші, казки та листи від автора читачам, в яких є не тільки філософські міркування, а й чітка громадянська позиція.  
«Пента-гонг 2» – друга книга серії «SLOVO» видавництва «Друкарський двір Олега Федорова», яка побачила світ у лютому 2019 року. До збірки увійшли вірші сучасних українських поетів. Богдан Головченко, Світлана Балагула, Олексій Костромін, Марина Київська та Дарина Савицька – не просто хороші друзі, а й частина творчих настроїв Києва. «NE GERDA» – восьма книга Світлани, в яку увійшли її кращі з уже виданих та абсолютно нові вірші російською та українською мовами. Видана до 45-річного ювілею видавництвом «Друкарський двір Олега Федорова» (серія «TEXTUM @RANEUM», 2019 р.).  
Світлана вірить в любов і щастя. І дарує людям свою душу.